# 정전류 다이오드

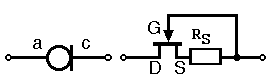
기호와 구조

정전류 다이오드(Current limiting diode, CLD, Current regulating diode, CRD)는 반도체 소자로서 정전류원으로 사용되는 전자 부품이다.
JFET는 『게이트 전압이 일정하면 드레인 전류가 일정』이라는 성질을 가지기 때문에 회로에 직렬로 연결하면 전류를 일정 수준으로 제한하는 정전류 소자로 사용할 수 있다. 이것을 하나의 전자 부품으로 사용한 것을 정전류 다이오드라고 부른다. 다이오드의 이름이 붙어 있지만 구조는 완전히 다르다. 교류적으로 해석할 때 무한대의 임피던스 특성을 나타낸다.